# Globus Aerostaticus
Globus Aerostaticus – historyczny gwiazdozbiór leżący na południe od gwiazdozbioru Koziorożca, obok „ogona” Ryby Południowej. 
Gwiazdozbiór ten został stworzony przez Jérôme’a Lalande w roku 1798 i po raz pierwszy został przedstawiony w atlasie Uranographia Johanna Bodego z 1801 roku. Lalande, inspirując się gwiazdozbiorami stworzonymi przez Nicolasa de Lacaille, chciał upamiętnić w ten sposób wynalazek braci Montgolfier, czyli balon na ogrzane powietrze. Najjaśniejsza gwiazda tej konstelacji była skatalogowana wcześniej przez Johna Flamsteeda jako część Ryby Południowej, a obecnie należy do gwiazdozbioru Mikroskopu. Gwiazdozbiór pojawił się w kilku atlasach nieba, lecz potem wyszedł z użycia.